# Robert Beavers
Robert Beavers (* 1949 in Brookline, Massachusetts) ist ein US-amerikanischer avantgardistischer Filmemacher, der seit dem Ende der 1960er Jahre in Europa lebt und arbeitet.

## Leben
Beavers besuchte die Deerfield Academy ohne jedoch einen Abschluss zu machen, bevor er 1965 nach New York City ging. Dort begann er Filme zu machen, zog jedoch bereits 1967 mit seinem Partner Gregory J. Markopoulos nach Europa. Hier produzierten sie Filme und lebten bis zu Markopoulos' Tod im Jahre 1992 zusammen.
Beide Filmemacher beschränkten die Veröffentlichung ihrer Filme für die breite Öffentlichkeit, sie zeigten jedoch zwischen 1980 und 1986 ihre Werke auf dem Temenos einem Ort in der Nähe von Lyssaraia in Arkadien in Griechenland. Nach dem Tod seines Partners gründete Beavers die Firma Temenos, Inc., um das Andenken an Markopoulos' Werk und seine Filme zu bewahren.
Beavers ist seit Jahren damit befasst, seine Filme für moderne Aufführungspraktiken, auch im Fernsehen und als DVD, aufzubereiten.
Er lebt (2011) zeitweilig in Zumikon, Kanton Zürich.
Im März 2017 stellte das Österreichische Filmmuseum die erste Buchpublikation über Beavers in der Reihe FilmmuseumSynemaPublikatioenn vor.

## Filmografie (Auswahl)
- 1966: Spiracle, 16 mm, Farbe, Ton, 12 Minuten.
- 1972/1999: Work Done, 35 mm, Farbe, Ton, 22 Minuten.
- 1980: AMOR, 35 mm, Farbe, Ton, 15 Minuten.
- 1986 oder 1990/2002: The Hedge Theater, 35 mm, Farbe, Ton, 19 Minuten mit Ausschnitten aus Borromini (1986) und San Marino/Il Sasetta (1987/1990).
- 1967/2002: Teile des Zyklus: My Hand outstretched to the Winged Distance and Sightless Measure.
- 2013: Listening to the Space in My Room, 35 mm, Farbe, Ton, 19 Minuten.

## Retrospektiven
- 2005: Whitney Museum of American Art, New York
- 2007: Tate Modern, London[2]
- 2010: Robert Beavers. Die ausgestreckte Hand, Österreichisches Filmmuseum, Wien[3][4]